# Strzelectwo na Letnich Igrzyskach Olimpijskich 2020 – skeet (mężczyźni)
Skeet mężczyzn - konkurencja rozegrana w dniach 25 – 26 lipca 2021 r. Zawody odbyły się w Asaka Shooting Range. Wystartowało 30 zawodników z 22 krajów.

## Terminarz
Wszystkie godziny podane są w czasie tokijskim (UTC+09:00).
| Data          | Godzina rozpoczęcia |              |
| ------------- | ------------------- | ------------ |
| 25 lipca 2021 | 10:00               | Kwalifikacje |
| 26 lipca 2021 | 10:00               | Kwalifikacje |
| 26 lipca 2021 | 15:50               | Finał        |

## Wyniki

### Kwalifikacje
| Pozycja | Zawodnik                 | Kraj                         | Serie | Serie | Serie | Serie | Serie | Wynik      | Uwagi |
| Pozycja | Zawodnik                 | Kraj                         | 1     | 2     | 3     | 4     | 5     | Wynik      | Uwagi |
| ------- | ------------------------ | ---------------------------- | ----- | ----- | ----- | ----- | ----- | ---------- | ----- |
| 1.      | Éric Delaunay            | Francja                      | 25    | 25    | 25    | 24    | 25    | 124+6      | OR    |
| 2.      | Tammaro Cassandro        | Włochy                       | 24    | 25    | 25    | 25    | 25    | 124+5      |       |
| 3.      | Eetu Kallioinen          | Finlandia                    | 25    | 25    | 24    | 25    | 24    | 123        |       |
| 4.      | Vincent Hancock          | Stany Zjednoczone            | 25    | 25    | 25    | 25    | 22    | 122+8      |       |
| 5.      | Abdullah Al-Rashidi      | Kuwejt                       | 25    | 25    | 24    | 25    | 23    | 122+7      |       |
| 6.      | Jesper Hansen            | Dania                        | 25    | 24    | 23    | 25    | 25    | 122+5+8+20 |       |
| 7.      | Jakub Tomeček            | Czechy                       | 24    | 25    | 25    | 25    | 23    | 122+5+8+19 |       |
| 8.      | Nicolás Pacheco Espinosa | Peru                         | 24    | 24    | 25    | 25    | 24    | 122+5+7    |       |
| 9.      | Jeorjos Achileos         | Cypr                         | 25    | 24    | 24    | 25    | 24    | 122+3      |       |
| 10.     | Gabriele Rossetti        | Włochy                       | 23    | 25    | 24    | 24    | 25    | 121        |       |
| 11.     | Emmanuel Petit           | Francja                      | 23    | 25    | 24    | 24    | 25    | 121        |       |
| 12.     | Dimitris Konstantinou    | Cypr                         | 24    | 25    | 24    | 23    | 25    | 121        |       |
| 13.     | Lee Jong-jun             | Korea Południowa             | 24    | 25    | 24    | 24    | 24    | 121        |       |
| 14.     | Erik Watndal             | Norwegia                     | 25    | 24    | 25    | 23    | 24    | 121        |       |
| 15.     | Phillip Jungman          | Stany Zjednoczone            | 24    | 24    | 23    | 24    | 25    | 120        |       |
| 16.     | Mansour Al-Rashidi       | Kuwejt                       | 24    | 24    | 23    | 24    | 25    | 120        |       |
| 17.     | Federico Gil             | Argentyna                    | 25    | 23    | 25    | 23    | 24    | 120        |       |
| 18.     | Angad Vir Singh Bajwa    | Indie                        | 24    | 25    | 24    | 23    | 24    | 120        |       |
| 19.     | Azmy Mehelba             | Egipt                        | 25    | 24    | 24    | 24    | 23    | 120        |       |
| 20.     | Nikolaos Mavrommatis     | Grecja                       | 23    | 24    | 23    | 24    | 25    | 119        |       |
| 21.     | Paul Adams               | Australia                    | 25    | 25    | 23    | 22    | 24    | 119        |       |
| 22.     | Saied Al-Mutairi         | Arabia Saudyjska             | 24    | 24    | 23    | 25    | 23    | 119        |       |
| 23.     | Stefan Nilsson           | Szwecja                      | 25    | 24    | 23    | 24    | 23    | 119        |       |
| 24.     | Saif Bin Futtais         | Zjednoczone Emiraty Arabskie | 24    | 23    | 23    | 23    | 24    | 117        |       |
| 25.     | Mairaj Ahmad Khan        | Indie                        | 25    | 24    | 22    | 23    | 23    | 117        |       |
| 26.     | Emin Jafarov             | Azerbejdżan                  | 25    | 23    | 23    | 22    | 23    | 116        |       |
| 27.     | Hiroyuki Ikawa           | Japonia                      | 23    | 23    | 23    | 22    | 23    | 114        |       |
| 28.     | Lari Pesonen             | Finlandia                    | 23    | 25    | 23    | 24    | 19    | 114        |       |
| 29.     | Mostafa Hamdy            | Egipt                        | 23    | 22    | 22    | 25    | 20    | 112        |       |
| 30.     | Juan Schaeffer           | Gwatemala                    | 21    | 22    | 22    | 23    | 19    | 107        |       |

### Finał
| Pozycja | Zawodnik            | Kraj              | Serie | Serie | Serie | Serie | Serie | Serie | Uwagi |
| Pozycja | Zawodnik            | Kraj              | 1     | 2     | 3     | 4     | 5     | 6     | Uwagi |
| ------- | ------------------- | ----------------- | ----- | ----- | ----- | ----- | ----- | ----- | ----- |
| złoto   | Vincent Hancock     | Stany Zjednoczone | 10    | 20    | 29    | 39    | 49    | 59    | OR    |
| srebro  | Jesper Hansen       | Dania             | 9     | 19    | 29    | 39    | 48    | 55    |       |
| brąz    | Abdullah Al-Rashidi | Kuwejt            | 10    | 20    | 29    | 37    | 46    | N/A   |       |
| 4.      | Eetu Kallioinen     | Finlandia         | 10    | 20    | 28    | 36    | N/A   | N/A   |       |
| 5.      | Éric Delaunay       | Francja           | 8     | 16    | 25    | N/A   | N/A   | N/A   |       |
| 6.      | Tammaro Cassandro   | Włochy            | 8     | 16    | N/A   | N/A   | N/A   | N/A   |       |